# Stanisław Kuraś
Stanisław Maria Kuraś (ur. 7 października 1927 w Bielsku–Białej, zm. 10 stycznia 2009) – polski historyk, archiwista, wydawca źródeł. Mąż Ireny Sułkowskiej-Kurasiowej.
Opublikował 8 tomów Zbioru dokumentów małopolskich (łącznie 2570 dokumentów), 2 tomy Zbioru dokumentów Katedry i Diecezji Krakowskiej (555 dokumentów), regesty opublikowane w siedmiu tomach Bullarium Poloniae.

## Życiorys
Syn Franciszka notariusza publicznego (zm. w 1935). Był wychowywany przez matkę, Marię z domu Wiśniowską, nauczycielkę gimnazjum. Po śmierci ojca początkowo mieszkali w Krakowie, następnie od 1941 r. w Nowym Targu, gdzie zdał maturę w 1946 r. w liceum humanistycznym im. Seweryna Goszczyńskiego. Studia historyczne na Uniwersytecie Jagiellońskim podjął w 1948 r., kończąc je w 1952 r. pracą magisterską o dokumentach księcia Bolesława Wstydliwego, napisaną na seminarium prof. Sylwiusza Mikuckiego.
Od marca 1953 r. uczestniczył w kwerendzie nad źródłami do dziejów małopolskiej wsi w XVIII w. realizowanej przez Pracownię Badań Agrarnych Instytutu Historii PAN w Krakowie, którą kierowała prof. Celina Bobińska. W 1955 r. został pracownikiem technicznym tej pracowni. Przygotował do druku tekst lustracji dóbr królewskich województwa krakowskiego, który skopiował z rękopisu. W październiku 1957 r. został starszym asystentem w Pracowni Słownika Historyczno–Geograficznego Polski Średniowiecznej w Krakowie u prof. Karola Buczka, gdzie pracował nad katalogiem około 5 tys. osad średniowiecznej Małopolski. Pokłosiem tej pracy był Słownik historyczno–geograficzny województwa lubelskiego w średniowieczu. W 1958 r. ukazał się pierwszy, wydany przez Stanisława Kurasia, tekst dokumentu lokacyjnego wsi Żmiącej z 1630 r. („Małopolskie Studia Historyczne”, t. 1, 1958, z. 3–4), w roku następnym zaś katalog opatów klasztoru premonstrateńskiego w Brzesku–Hebdowie (Katalog Opatów Klasztoru Premonstrateńskiego w Brzesku–Hebdowie 1179–1732, „Nasza Przeszłość”, t. 9, 1959). Kolejne publikacje źródłowe, ordynacje i ustawy wiejskie (S. Kuraś, Ordynacje i ustawy wiejskie z Archiwów Metropolitalnego i Kapitulnego w Krakowie, 1451–1689, Kraków 1960) oraz materiały do dziejów górnictwa i hutnictwa małopolskiego (S. Kuraś, Materiały do Dziejów Górnictwa i Hutnictwa z Archiwum Metropolitalnego i Kapitulnego w Krakowie 1479–1640 [w:] Studia z Dziejów Górnictwa i Hutnictwa, t III, red. J. Pazdur, Warszawa–Wrocław 1959), były wynikiem kwerendy prowadzonej w archiwach kościelnych w Krakowie.
1 lutego 1964 r. Stanisław Kuraś przeniósł się z Krakowa do Warszawy, do Pracowni Edycji Źródeł Średniowiecznych Instytutu Historii Polskiej Akademii Nauk, kierowanej wówczas przez prof. Aleksandra Gieysztora, w której pracował przez następne 35 lat, aż do przejścia na emeryturę w 1998 r.
W 1964 r. powstał tekst związany z pracami nad zbiorem dokumentów małopolskich dotyczący fundacji kolegiaty epistolografii i sztuki pisania dokumentów w Akademii Krakowskiej (S. Kuraś, Fundacja Kolegiaty epistolografii i sztuki pisania dokumentów w Akademii Krakowskiej, „Małopolskie Studia Historyczne”, t. 6, 1964, z. 3/4, s. 119–123). W 1966 r. ukazał się fragment jego pracy doktorskiej, napisanej pod kierunkiem prof. Karola Buczka, w 1971 r. zaś rozprawa Przywileje prawa niemieckiego miast i wsi małopolskich XIV–XV wieku (Wrocław 1971).
W tym czasie ukazywały się drobne publikacje o osadnictwie i zagadnieniach wiejskich w Gorlicach, biogramy księżniczki śląskiej i ksieni starosądeckiej Konstancji (XIV w.) oraz krakowskiego mieszczanina z przełomu XIV i XV w. Langa, Seidela, analiza początków powinności pańszczyźnianych – Zaginione ustawy z czasów Władysława Jagiełły o odpowiedzialności mieszczan za zabójstwo szlachcica oraz o dorocznej pańszczyźnie kmiecej („Przegląd Historyczny”, t. 66, 1975, z. 1, s. 77–83). W 1984 r. ukazał się krótki tekst o Amboldusie, synu Jana z Kępina, pierwszym znanym profesorze Uniwersytetu Krakowskiego (1355–1375) („Studia Historyczne”, t. 27, 1984, z. 3 (108), s. 491–493), w dwa lata później zaś w „Problemach” (1986, nr 2) popularnonaukowy tekst o Elżbiecie Granowskiej, trzeciej żonie króla Władysława Jagiełły.
Równolegle, w dwu– trzyletnich odstępach, wydawane były kolejne tomy Zbioru dokumentów małopolskich (t. I – 1962, t. II – 1963, t. III – 1969, t. IV – 1969, t. V – 1970, t. VI – 1974, t. VII – 1975, t. VIII – 1975) oraz Zbioru dokumentów Katedry i Diecezji Krakowskiej (t. I – 1965, t. II – 1973). Łącznie wydanych zostało ponad 3 tys. dokumentów z lat 1063–1450. W 1975 r. za pracę nad tomami VI i VII Zbioru dokumentów małopolskich wydział I PAN przyznał wydawcom nagrodę.
Od 1976 r. zaczęła ukazywać się kolejna edycja: Bullarium Poloniae, litteras apostolicas aliaque monumenta Poloniae Vaticana continens. Były to dokumenty z zasobu rzymskiego Archivio Segreto Vaticano. Tomy pierwszy (1982) i drugi (1985) wydały École Française de Rome, Polska Akademia Nauk i Katolicki Uniwersytet Lubelski, pozostałe zaś (od t. III – 1988), Instytut Historii PAN, KUL oraz Fundacja Jana Pawła II Polskiego Instytutu Kultury Chrześcijańskiej (Romae–Lublin). W latach następnych wydano kolejne tomy (t. IV – 1992, t. V – 1995, t. VI – 1998, t. VII – 2006), w których łącznie zamieszczono ponad 12 tys. regestów.
W 2. połowie lat 80. XX w. Irena i Stanisław Kurasiowie rozpoczęli publikację kolejnego wydawnictwa źródłowego – Nowego Kodeksu Dyplomatycznego Mazowsza (będącego kontynuacją Kodeksu Mazowieckiego Jana Karola Kochanowskiego, którego numerację kontynuowano. Ukazały się kolejno cz. 2 (1284–1355), opublikowana w 1989 r. i cz. 3 (1356–1381), ogłoszona w 2000 r.
1 czerwca 1996 r. Stanisław Kuraś odebrał tytuł profesora nadzwyczajnego (przyznany 15 stycznia) i wszedł w skład Rady Naukowej IH PAN. W 1998 r. odszedł na emeryturę, kontynuując jednak pracę nad wspomnianą trzecią częścią Kodeksu mazowieckiego oraz tomami 6 i 7 Bullariuum Poloniae. Za tom I Bullarium uzyskał nagrodę Sekretarza Naukowego PAN w 1983 r. oraz nagrodę wydawców katolickich Feniks za tomy I–VI w 2003 r.
Został pochowany wraz z żoną na warszawskich Powązkach 155a rząd 2 grób 5 i 6.

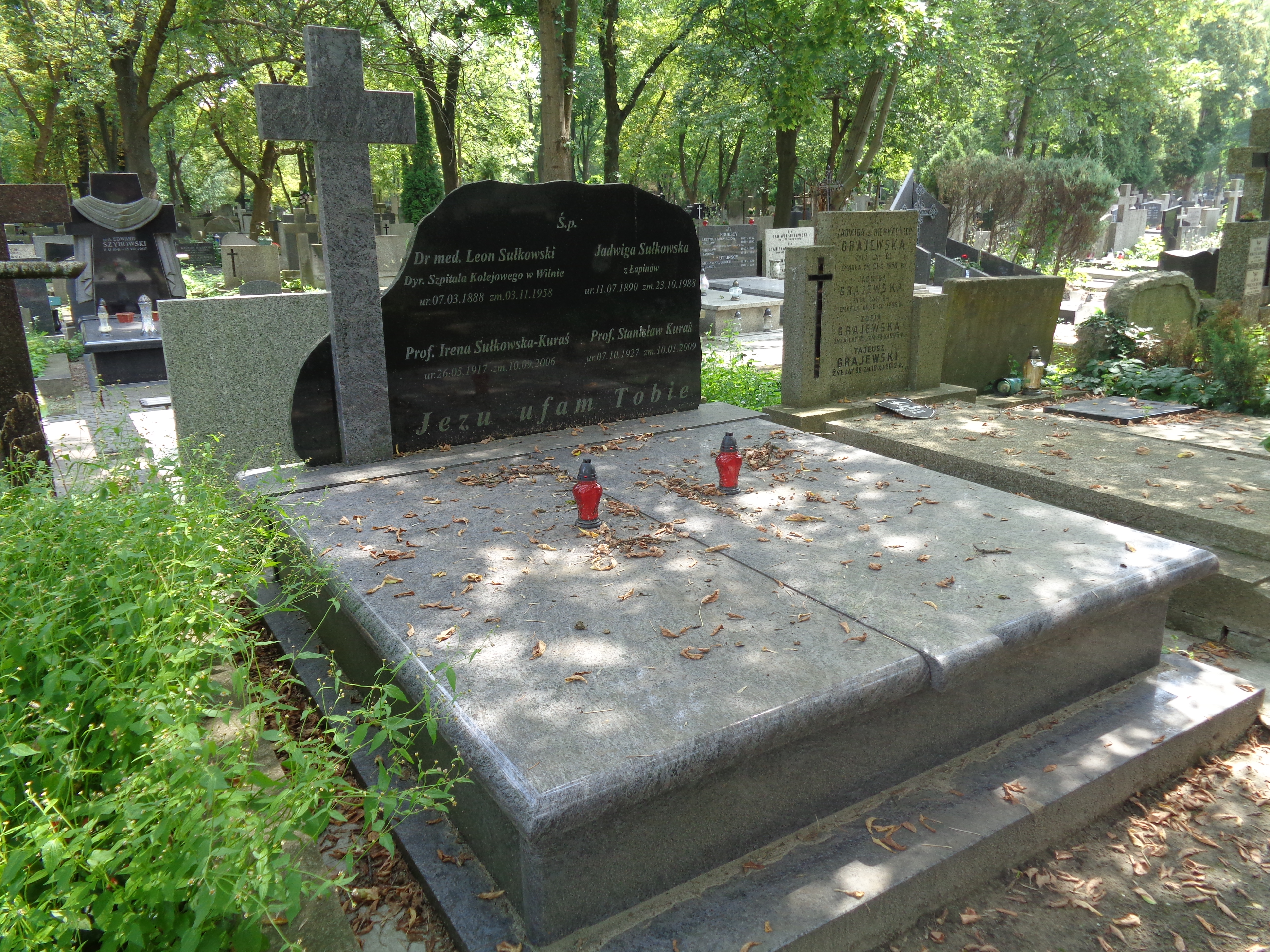
Grób rodzinny Ireny Sułkowskiej-Kurasiowej i profesora Stanisława Kurasia na cmentarzu Powązkowskim